# Ricardo Sasiain

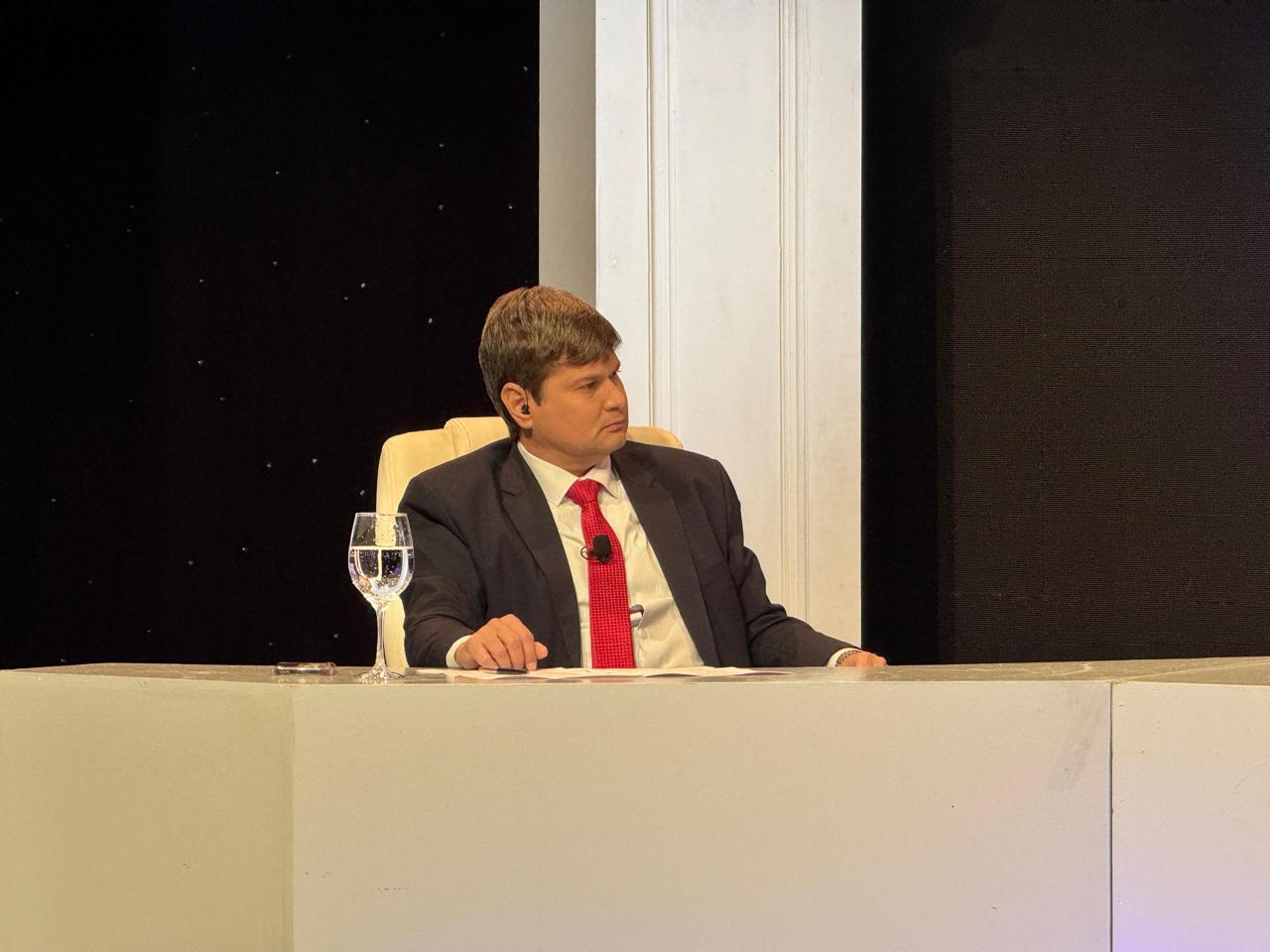
Abogado Ricardo Daniel Sasiain Sosa

Ricardo Daniel Sasiain Sosa (Asunción, 27 de agosto de 1981) es un abogado y presentador del programa Legalmente Hablando por Noticias PY. Es miembro suplemente del Consejo de la Magistratura de Paraguay
El 26 de septiembre de 2023 recibió un doctorado honoris causa de la Federación Iberoamericana de Abogados 